# Elecciones estatales de Colima de 2009
Las elecciones estatales de Colima de 2009 tuvieron lugar el domingo 5 de julio de 2009, simultáneamente con las Elecciones federales y en ellas serán renovados los siguientes cargos de elección popular en el estado mexicano de Colima:
- Gobernador de Colima. Titular del Poder Ejecutivo del estado, electo para un periodo de seis años no reelegibles en ningún caso, el candidato electo fue Mario Anguiano Moreno.
- 10 Ayuntamientos. Compuestos por un Presidente Municipal y regidores, electos para un periodo de tres años no reelegibles para el periodo inmediato.
- 25 Diputados al Congreso del Estado. Electos por mayoría relativa en cada uno de los Distrito Electorales.

## Candidatos

### Gobernador
|  | 44.5 % |

|  | 50.9 % |

|  | 2.1 % |

|  | .6 % |

## Elecciones internas de los partidos políticos

### Partido Acción Nacional
Antes de que se hubiesen efectuado pronunciamientos personales y públicos, se consideraba como aspirantes a la candidatura del PAN a la gubernatura al procurador federal del Consumidor y ya candidato en las elecciones extraordinarias de 2003, Antonio Morales de la Peña, el antiguo alcalde de Colima Leoncio Morán Sánchez, el alcalde de Manzanillo, Virgilio Mendoza Amezcua, los senadores Jesús Dueñas Llerenas y Martha Sosa Govea y el diputado federal Nabor Ochoa López. El Partido del Trabajo y Convergencia ofrecieron su respaldo en caso de que el PAN convirtiera a Nabor Ochoa en su candidato para las elecciones del 2009, sin embargo, se lleva a cabo un proceso en contra del diputado para sancionar e incluso expulsar del partido al exalcalde de Manzanillo. 
Finalmente, el 23 de febrero de 2009, el dirigente nacional del PAN, Germán Martínez Cázares, dio a conocer en rueda de prensa y de forma oficial la candidatura de Martha Sosa Govea, como candidata de unidad, por consenso entre los restantes aspirantes, Antonio Morales de la Peña, Leoncio Morán Sánchez, Jesús Dueñas Llerenas, Pedro Peralta Rivas y Virgilio Mendoza Amezcua; con la única excepción de Nabor Ochoa López, quién finalmente se retiró de la reunión y no ofreció su apoyo público a la candidatura. En consecuencia a su postulación, Martha Sosa Govea solicitó licencia como senadora el 24 de febrero.
El 16 de marzo se pactó la alianza PAN-ADC para las elecciones del 5 de julio, donde el partido local apoyará al blanquiazul en todos los cargos, entre los presidentes de ambos institutos políticos, Luis Fernando Antero Valle y Antonio Ramos Salido.

### Partido Revolucionario Institucional
Los medios políticos locales señalan como probables aspirantes a la candidatura a gobernador por el PRI al exsenador Héctor Michel Camarena, al secretario de educación colimense Carlos Cruz Mendoza, al exgobernador y diputado federal Arnoldo Ochoa González, el senador Rogelio Rueda Sánchez, los diputados al Congreso de Colima, Luis Gaitán Cabrera y Roberto Chapula de la Mora, al alcalde de Tecomán Juan Carlos Pinto Rodríguez y al de Colima, Mario Anguiano Moreno.
El primer de ellos en hacer públicas sus aspiraciones a ser candidato del PRI a Gobernador de Colima ha sido el alcalde de Tecomán, Juan Carlos Pinto Rodríguez.
Roberto Chapula de la Mora y Carlos Cruz Mendoza presentaron el 26 de enero de 2009 su precandidatura a ocupar las diputaciones federales por los distritos federales 1 y 2 respectivamente, dejando la posibilidad de ser candidatos a gobernador. Mientras que Juan Carlos Pinto Rodríguez renunció a su precandidatura a gobernador el 27 de enero de 2009.
El 23 de marzo de 2009 renunciaron a su candidatura el senador Rogelio Rueda Sánchez y el diputado federal Arnoldo Ochoa González, mientras que el exsenador y entonces secretario de gobierno del estado Héctor Michel Camarena dejó su precandidatura el 24 de marzo. Finalmente, ese mismo día, pero en la noche y ante un panorama sin otros precandidatos se alzó como candidato de unidad Mario Anguiano Moreno.

### Partido de la Revolución Democrática
Por parte del PRD al único aspirante al que se consideraba era al senador Carlos Sotelo García. Sin embargo, el 29 de noviembre de 2008 el senador perredista y exgobernador de Zacatecas, Ricardo Monreal Ávila con motivo de su visita a Colima por el Congreso Jurídico Internacional destapó como precandidatos a gobernador al senador Carlos Sotelo García, a Socorro Díaz Palacios y a Jesús Orozco Alfaro, a pesar de ello, el dirigente estatal del PRD, Francisco Javier Rodríguez García, sostuvo el 1 de diciembre de 2008 que aún no existían candidaturas definidas y que desconocía si esos actores políticos estaban interesados en participar.
El 19 de enero de 2009, según las corrientes internas del PRD, se perfilan las precandidaturas de Carlos Vázquez Oldenbourg, ya candidato a gobernador en 2003 por la Asociación por la Democracia Colimense, el regidor Armando González Manzo y de Mario Delgado Carrillo, Secretario de Finanzas del Gobierno del Distrito Federal, con ello el senador Carlos Sotelo García declinaría su posible precandidatura.
Finalmente el 19 de marzo, el precandidato a la gubernatura del Estado por el Partido Socialdemócrata (PSD), Alberto Ochoa Manzur, fue designado candidato a gobernador por el PRD.

### Partido del Trabajo
El 24 de febrero el PT ratificó su ofrecimiento al diputado federal del PAN, Nabor Ochoa López, de postularlo como su candidato a la gubernatura al no haber sido designado como tal por su partido.

### Convergencia
Por el partido Convergencia el candidato será el expanista Gabriel Salgado Aguilar.

## Ayuntamientos
El PRI ganó 7 ayuntamientos, la capital Colima, Comala, Cuauhtémoc, Minatitlán, Ixtlahuacán, Coquimatlán y Manzanillo. El PAN ganó por su parte Villa de Álvarez, Tecomán y Armería.
| Partido/Alianza | Municipios                        |   |
| --------------- | --------------------------------- | - |
|                 | Coalición Ganará Colima (PAN-ADC) | 3 |
|                 | (PRI, PVEM y Nueva Alianza)       | 7 |
|                 | (PRD-PSD)                         | 0 |
|                 | (PT-Convergencia)                 | 0 |

### Ayuntamiento de Colima
- José Ignacio Peralta  Hecho

### Ayuntamiento deManzanillo
| Partido/Alianza | Partido/Alianza                      | Candidato               | Votos  | Porcentaje |
| --------------- | ------------------------------------ | ----------------------- | ------ | ---------- |
|                 | Partido Acción Nacional              | Gabriela Sevilla Blanco | 24,676 | 39.1       |
|                 | PRI, PVEM y PANAL                    | Nabor Ochoa López Hecho | 33,739 | 55.3       |
|                 | Partido de la Revolución Democrática | Mauricio Domínguez Moro | 2,041  | 3.7        |
|                 | Nulos                                | Nulos                   | 1,134  | 1.80       |
|                 | No registrados                       | No registrados          | 0      | 0.0        |